# Кончита Кемпбелл
Кончита Елізабет Кемпбелл (англ. Conchita Elizabeth Campbell; нар. 25 жовтня 1995, Ванкувер) — канадська акторка. Відома за роль головної героїні Маї в телесеріалі «4400».

## Біографія
Кемпбелл народилася у Ванкувері, Британська Колумбія. Вона вільно розмовляє польською та англійською мовами, її мати — полячка, батько — іспано-американець, навчається в обох балету і джазу. Кар'єру Кемпбелл почала з телевізійних рекламних роликів у молодому віці. Зробила два виступи як гість на хіт-шоу CTV «Холодний загін». Знялася в «Днях Вайлдера» з Пітером Фальком і Тімом Дейлі 2003 року. Відома своєю роллю Маї Скорім в т/с «4400» (2004–2007) Там вона зображує «викрадену дитину», яка повернулась з іншими зниклими протягом десятиліть. Мая вміє передбачати майбутнє. Її дебют у художньому фільмі прийшовся на комедію «Дуже страшне кіно 4», який встановив рекорд касових зборів на великодні вихідні 2006 року.

## Приватне життя
Її зріст — 1,57 м.
Захоплюється акробатикою, плаванням і танцями. Дружить з Бенджаміном Б. Смітом і Джейком Д. Смітом.

## Фільмографія
| Рік  | Назва               | Роль                    | Примітки       |
| ---- | ------------------- | ----------------------- | -------------- |
| 2004 | Переслідуваний      | Елісон Кітс             |                |
| 2005 | Боб Батлер          | Дівчинка-баскетболістка | Сцени видалені |
| 2006 | Дуже страшне кіно 4 | Рейчел                  |                |

| Рік       | Назва           | Роль          | Примітки                                                     |
| --------- | --------------- | ------------- | ------------------------------------------------------------ |
| 2003      | Просто причина  | Ебігейл/ Емма | Episode: «Hide and Seek»                                     |
| 2003      | Wilder Days     | Lexy Morse    | TV movie                                                     |
| 2004-2007 | 4400            | Майя Скоріс   | 42 епізоди                                                   |
| 2005      | Зіксс: Рівень 2 | Фріда         | Епізод: «Pet Project»                                        |
| 2005      | Холодний загін  | Молода Епріл  | Episode: «The Filth: Part 1» Episode: «And the Fury: Part 2» |
| 2007      | Надприродне     | Меггі Томпсон |                                                              |